# Johann Grad
Johann Grad (* 1941 in Böhmfeld; † 2013 in Pöttmes) war ein deutscher Bauingenieur, der vor allem durch seine Brückenbauten und sein Engagement in der Denkmalpflege bekannt wurde.

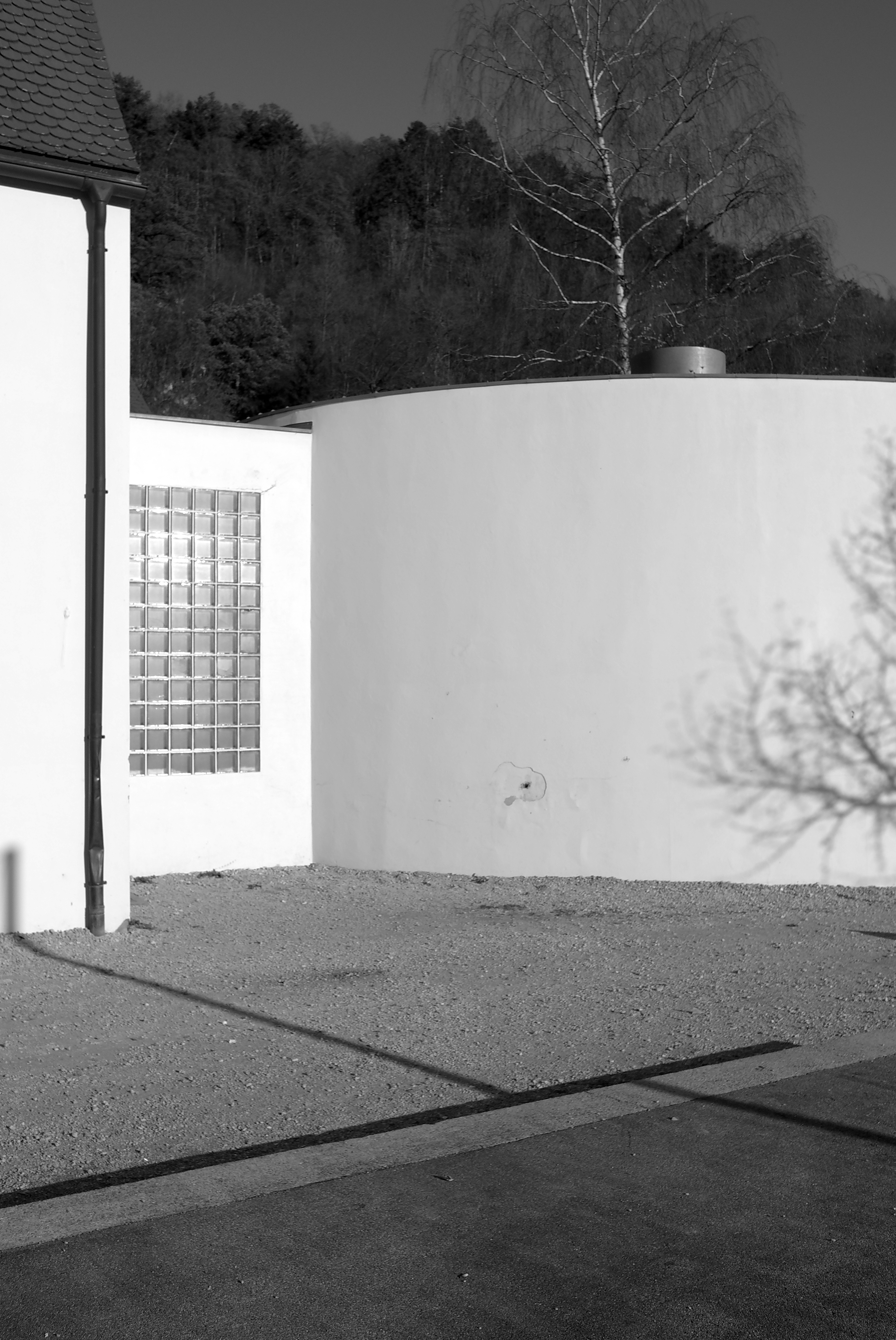
Jugendzentrum, Eichstätt

## Werdegang
Johann Grad wurde als Landwirtssohn geboren und studierte Architektur und Bauingenieurwesen. Ab 1968 war er als Tragwerksplaner tätig. Er war zu Beginn Mitarbeiter bei Reinhard Martinka, ab 1975 Teilinhaber als Martinka + Grad, und im Jahr 1993 übernahm er das Büro. Grad lehrte als Lehrbeauftragter an der Hochschule Regensburg. Zwischen 1998 und 2012 arbeitete er mit Josef Goldbrunner zusammen.
Sein Sohn Thomas hat das Büro zusammen mit Uwe Kaßner übernommen. Sein zweiter Sohn arbeitet für das Münchner Architekturbüro Auer + Weber.

## Bauwerke und Bausanierungen
Martinka + Grad:

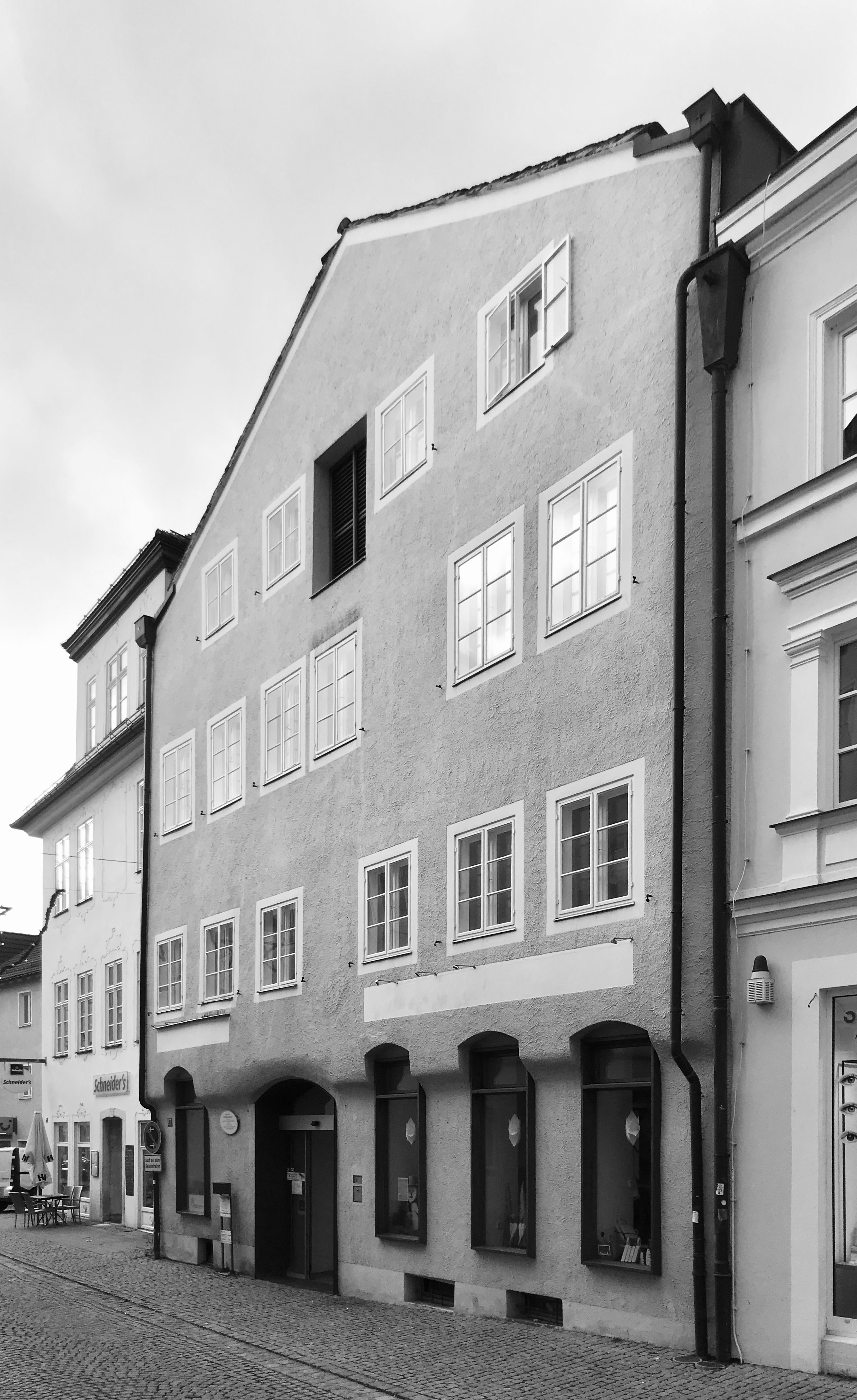
Bummerlbräu, Eichstätt

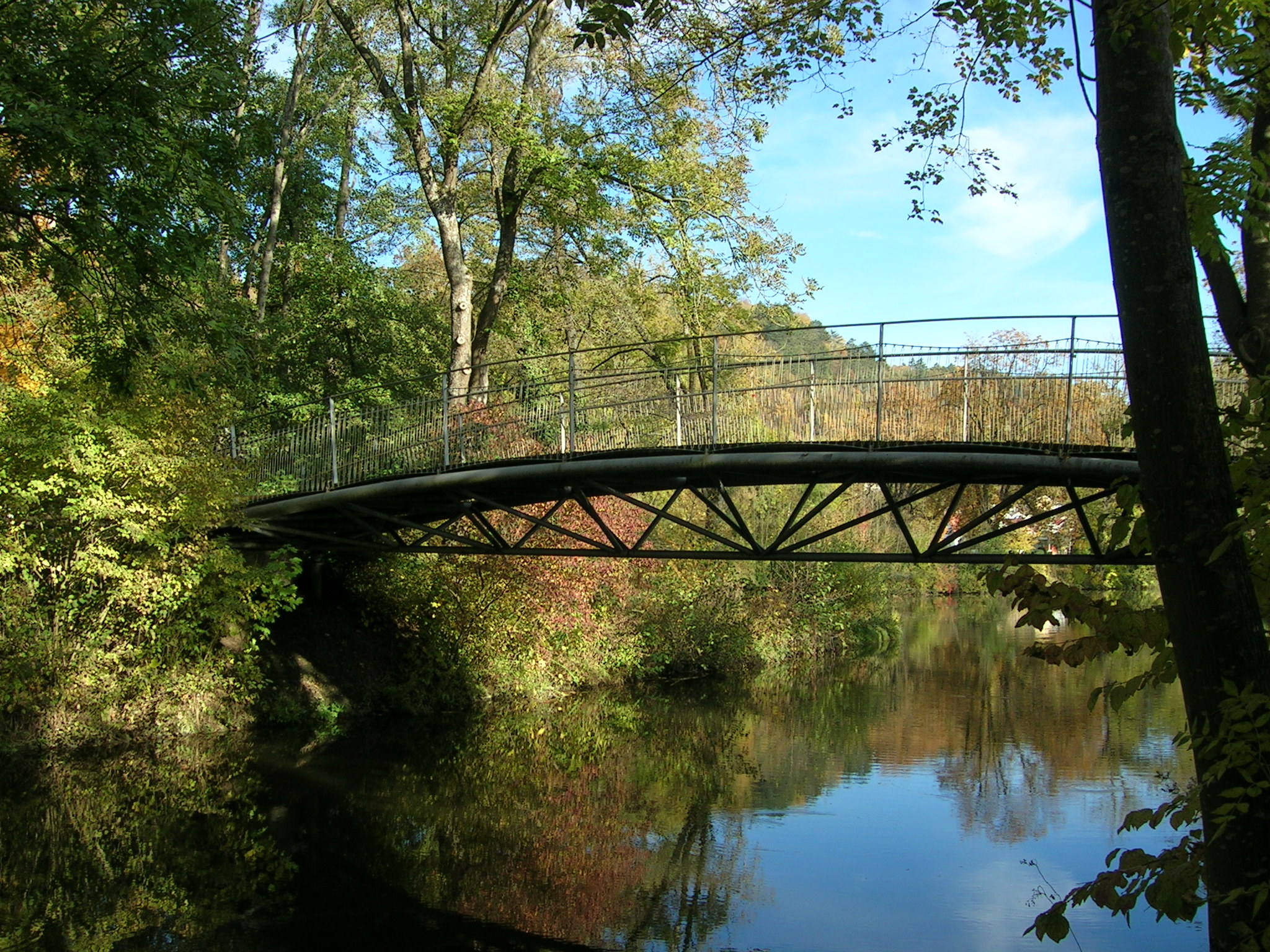
Franz-Göpfert-Steg, Eichstätt

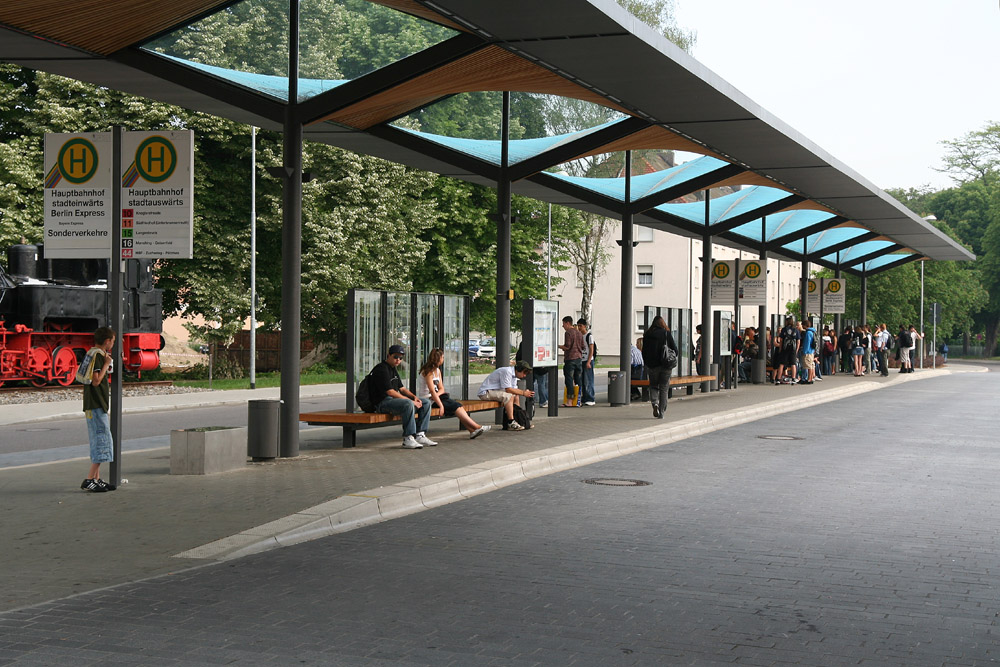
Bushaltestelle, Hauptbahnhof Ingolstadt

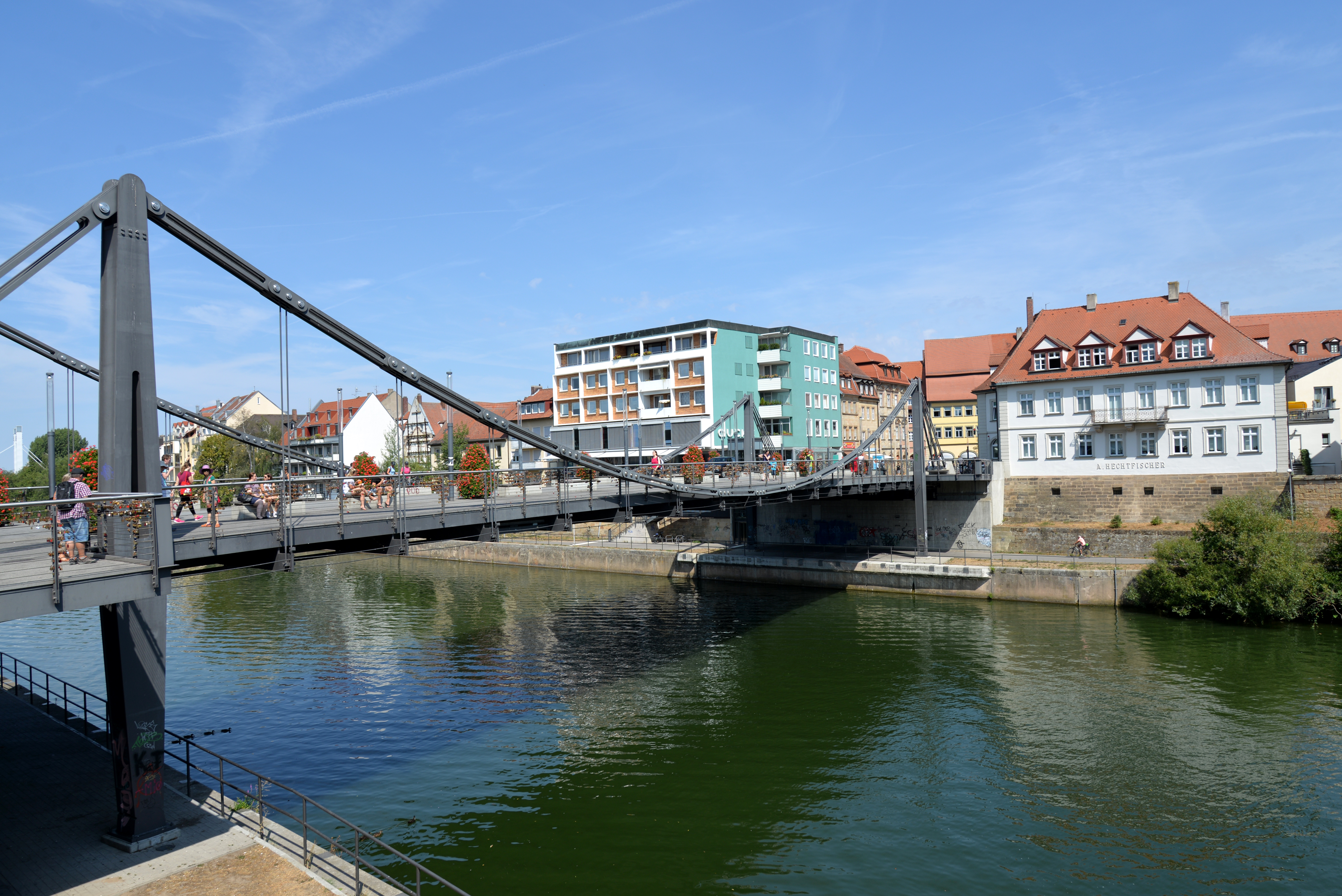
Kettenbrücke, Bamberg

- 1975–1977: Willibald-Gymnasium, Eichstätt (Architekt: Eberhard Schunck mit Landschaftsarchitekt Gerhart Teutsch, Lichtplaner Walter Bamberger)
- 1980–1985: Volksbank, Eichstätt (Architekt: Thäle & Wimmer mit Franz Hart; Lichtplaner: Walter Bamberger; Künstler: Peter Recker, Florian Lechner und Franz Maurer)
- 1988–1990: Wirtschaftswissenschaftliche Fakultät der Universität Eichstätt, Ingolstadt (Architekt Umbau: Wilhelm Kücker)[3]
- 1990: Haus des Gastes, Mörnsheim mit (Architekt: Wilhelm Kücker)
- 1989–1991: Umbau des Klosters Herz Jesu Eichstätt zu Informationszentrum für den Naturpark Altmühltal (Architekt: Andreas Mühlbauer mit Lichtplaner Walter Bamberger)
- 1989–1992: Museum für Konkrete Kunst, Ingolstadt (Architekt: Claus und Forster)
- 1992–1993: Sprachheilschule Eichstätt (Architekt: Eberhard Schunck)[4]
- 1993: Teilbebauung Siedlung Permoserstraße, Ingolstadt (Architekt: Beck-Enz-Yelin-Rothgang)
- 1993: Altenheim, Titting (Architekt: Nickl & Partner)

eigene Arbeiten:
- 1994: Franz-Göpfert-Steg, Eichstätt (Architekt: Andreas Mühlbauer)
- 1995–1996: Umbau des ehemaligen Bummerlbräu, Eichstätt (Architekt: Andreas Mühlbauer mit Lichtplaner Walter Bamberger)
- 1998: Werkhalle und Verkaufsgebäude Brandl, Eitensheim (Architekt: Homeier + Richter mit Lichtplaner Walter Bamberger)[5]
- 1993–1998: Glacisbrücke, Ingolstadt mit Schlaich Bergermann Partner (Architekt: Ackermann und Partner)
- 1998–1999: Umbau und Erweiterung der Schleifmühle zu Jugendzentrum, Eichstätt (Architekt: Andreas Mühlbauer mit Lichtplaner Walter Bamberger)
- 1999–2000: Atelierhaus Lang, Eichstätt (Architekt: Diezinger & Kramer)
- 1996–2002: Fachhochschule Ingolstadt (Architekt: Lothar-Maria Keiner mit Lichtplaner Walter Bamberger)[6]
- 2000–2003: Stiebertalbrücke, Roth (Architekt: Christian Vogel, Lichtplaner: Walter Bamberger)[7]
- 2006: Bushaltestelle, Ingolstadt Hauptbahnhof (Architekt: Florian und Tobias Brand)[8]
- 2006: Lern- und Ausbildungszentrum, Ingolstadt (Architekt: Diezinger und Kramer, Landschaftsarchitekt: Wolfgang Weinzierl)[9]
- 2007: Umbau – Neues Rathaus Ingolstadt von Theodor Steinhauser (Architekt: Auer + Weber)[10]
- 2008: Badsteg, Eichstätt (Architekt: Christian Vogel)[11]
- 2009: Grüner Wohnen, Ingolstadt (Architekt: Ebe + Ebe)[12]
- 2009: Erweiterung der LfA Förderbank, (Architekt: Auer + Weber)
- 2010: Wohnanlage, Ingolstadt (Architekt: Beyer + Dier)[13]
- 2007–2010: Stadthäuser Griesbadgasse, Ingolstadt (Architekt: nbundm*)[14]
- 2008–2012: Sanierung Wohnhaus – Johannesstraße 1, Ingolstadt (Architekt: Andreas Mühlbauer)[15]
- 2010–2012: Sanierung – Rathaus Neuburg an der Donau (Architekt: Plankreis)[16]
- 2011–2012: Brücke, Vohburg (Architekt: Beck Enz Rothgang)
- 2012: Erba-Steg und Kettenbrücke, Landesgartenschau Bamberg 2012 (Architekt: Matthias Dietz)[17]
- 2009–2014: Restauration und Erweiterung – Stadtbauernhaus, Ingolstadt (Architekt: Andreas Mühlbauer)[18]
- 2012–2014: Wohnanlage, Neugablonz (Architekt: 03 Architekten)[19]
- 2017: Sanierung Hofkirche Neuburg (Architekt: Adolf Maria Springer)[20]
- 2017–2019: Revitalisierung Rosa Eckhaus, Ingolstadt (Architekt: Andreas Mühlbauer)[21]

## Auszeichnungen und Preise
- 1998: Balthasar-Neumann-Preis für Werkhalle und Verkaufsgebäude Brandl, Eitensheim[22]
- 2003: Renault Traffic Design Award für Stiebertalbrücke, Roth[23]
- 2004: Auszeichnung – Deutscher Stahlbaupreis für Stiebertalbrücke, Roth
- 2010: Auszeichnung – Deutscher Brückenbaupreis für Badsteg, Eichstätt[24]
- 2010: Anerkennung – Holzbaupreis Bayern für Mensa der Ludwig-Thoma-Realschule, München
- 2014: Deutscher Brückenbaupreis für Erba-Steg, Bamberg[25]
- 2024: BDA Regionalpreis Oberbayern[26]

## Ehemalige Mitarbeiter
- Thomas Gollwitzer
- Walter Muck